# Moi, je veux chanter
Albums de Gilbert Bécaud
Olympia 80
(1980) Bonjour la vie
(1981)
Moi, je veux chanter est un album studio de Gilbert Bécaud, sorti en 1980. L'orchestration est de Bécaud en personne et la réalisation de Gaya Bécaud (33 tours Pathé Marconi / EMI 2 C 070-14856).
Le titre Au revoir fait référence à la disparition de Bruno Coquatrix, notamment célèbre pour son Olympia.

## Face A
1. Moi, je veux chanter (Louis Amade/Gilbert Bécaud) [3 min 44 s] (1979)
2. Le Pommier à pommes (Pierre Delanoë/Gilbert Bécaud) [3 min 54 s] (1979)
3. Le Cheval bleu (Louis Amade/Gilbert Bécaud) [3 min 37 s] (1979)
4. Au revoir (Maurice Vidalin/Gilbert Bécaud) [3 min 08 s] (1979)

## Face B
1. À chaque enfant qui naît (Maurice Vidalin/Gilbert Bécaud) [5 min 33 s] (1979)
2. So Far Away from Courbevoie (Pierre Delanoë/Gilbert Bécaud) [3 min 48 s] (1979)
3. Mañana, c'est carnaval (Maurice Vidalin/Gilbert Bécaud) [4 min 18 s] (1979)
4. Mai 68 (Pierre Delanoë/Gilbert Bécaud) [4 min 07 s] (1979)